# Rudaniszki
Rudaniszki (lit. Rudėniškės) – wieś na Litwie, w okręgu uciańskim, w rejonie ignalińskim, w gminie Dukszty.
Inna nazwa wsi to Rudeniszki.

## Historia
W czasach zaborów wieś leżała w granicach Imperium Rosyjskiego.
W dwudziestoleciu międzywojennym zaścianek leżał w Polsce, w województwie nowogródzkim (od 1926 w województwie wileńskim), w powiecie brasławskim (od 1926 w powiecie święciańskim), w gminie Dukszty.
Według Powszechnego Spisu Ludności z 1921 roku zamieszkiwało tu 70 osób, wszystkie były wyznania rzymskokatolickiego i zadeklarowały litewską przynależność narodową. Było tu 14 budynków mieszkalnych. W 1931 zamieszkiwało tu 65 osób w 13 budynkach.
Miejscowość należała do parafii rzymskokatolickiej w Duksztach. Podlegała pod Sąd Grodzki w Święcianach i Okręgowy w Wilnie; właściwy urząd pocztowy mieścił się w Duksztach.